# Florencia Saintout
Florencia Juana Saintout (La Plata, 31 de enero de 1970) es una investigadora, profesora universitaria y política argentina. Fue decana de la Facultad de Periodismo y Comunicación Social de la Universidad Nacional de La Plata (2010-2018) y concejal de la ciudad de La Plata (2013-2017). Fue diputada de la provincia de Buenos Aires por el Frente de Todos y directora ejecutiva del Consejo Provincial de Coordinación con el Sistema Universitario y Científico. Preside el Instituto Cultural de la Provincia y en 2023 se presentó como precandidata a senadora. 

## Biografía

### Comienzos
Florencia Saintout nació en la ciudad de La Plata en 1970. Vivió su infancia en diferentes ciudades de la provincia de Buenos Aires y su adolescencia en Bahía Blanca. En 1989 regresó a La Plata para estudiar la Licenciatura en Comunicación Social en la Universidad Nacional de La Plata, de la cual egresó en 1994. Cuatro años después, obtuvo el título de Magíster en Comunicación por la Universidad Iberoamericana de México.
Hacia 2006, se doctoró en Ciencias Sociales en la Facultad Latinoamericana de Ciencias Sociales (FLACSO). Cuenta con un posdoctorado en Comunicación y Cultura, otorgado en 2008 por el Centro de Estudios Avanzados de la Universidad Nacional de Córdoba (UNC). Dirige el Centro de Investigación en Problemáticas Sociosimbólicas Latinoamericanas “Aníbal Ford” de la misma institución. Dicta clases de Grado y Posgrado en la UNLP y en la Universidad Nacional de Quilmes.

### Actividad académica
Dicta clases de "Comunicación y Teorías", "Comunicación y Recepción" y "Culturas Juveniles y Comunicación" en las carreras de grado de la Facultad de Periodismo y Comunicación Social de la Universidad Nacional de La Plata desde 1995. También da clases en el posgrado de la misma unidad académica desde 2005 y en grado y posgrado de la Universidad Nacional de Quilmes desde 2008. Como docente invitada, ha dado conferencias y seminarios en universidades nacionales como la Universidad Nacional de Córdoba, la Universidad Nacional de La Matanza, la Universidad Popular Madres de Plaza de Mayo, y universidades extranjeras como la Universidad Complutense de Madrid,  entre otras.
Desde el 1 de mayo de 2010 a 2018, se desempeñó como Decana de la Facultad de Periodismo y Comunicación Social de la UNLP. Desde ese cargo, entregó el premio Rodolfo Walsh a la comunicación popular  a los presidentes latinoamericanos Hugo Chávez, Rafael Correa, Evo Morales, Cristina Fernández de Kirchner y Dilma Roussef. Puso en marcha actividades culturales y académicas denominadas “200 acciones en el Bicentenario” e invitó a la presentación del documental “Libertad”, como parte de la puesta en el aire del canal TV Universidad.
Coordina desde 2013 el Grupo de Trabajo "Comunicación, política y ciudadanía" del Consejo Latinoamericano de Ciencias Sociales. Recibió en la Legislatura porteña el galardón “Orgullo Ciudadano LGBT” por parte de la Federación Argentina de Lesbianas, Gays, Bisexuales y Trans (FALGBT) premio por su lucha por los derechos humanos.
En 2017 recibió a modo de homenaje el pañuelo de Madres de Plaza de Mayo.

## Publicaciones
Es autora de libros de comunicación y de diversos trabajos vinculados a su especialidad.
- Los estudios de recepción en América Latina. Facultad de Periodismo y Comunicación Social Universidad Nacional de la Plata. 1998. OCLC 656465679.
- Abrir la comunicación: tradición y movimiento en el campo académico (1ª edición). EPC. 2003. OCLC 70696457. En coautoría con Nancy Díaz Larrañaga.
- Jóvenes, el futuro llegó hace rato (1ª edición). Prometeo Libros. 2009. ISBN 9789875743175.
- ¿Y la recepción? - Balance crítico de los estudios sobre el público (1ª edición). La Crujía. 2006. ISBN 9789871004812. En coautoría con Natalia Ferrante.
- Los jóvenes en la Argentina desde una epistemología de la esperanza (1ª edición). Universidad Nacional de Quilmes. 2013. ISBN 9789875582583. OCLC 912798204.

Ha dirigido revistas científicas:
- Revista Oficios Terrestres.[2]
- Revista Argentina de Estudios de Juventud.[2]
- Revista Maíz.[12]

## Reconocimientos
- "Premio Evita compañera", de la Cámara de Senadores del Congreso de la Nación, en 2013.[13]

- "Premio Orgullo Ciudadano LGTB" de la Legislatura de la Ciudad de Buenos Aires, en 2013.[14][15]

- "Premio Claudia Pia Baudracco", entregado en 2013 por la Agrupación OTRANS La Plata.[16]

- “Huésped de Honor” (2012) de la Universidad Nacional de Jujuy.[17]

- "Premio Oesterheld" a las Mujeres Militantes, entregado en 2011 por la Agrupación Oesterheld.[17]

## Carrera política
En octubre de 2013 fue elegida concejal en las elecciones legislativas por el Frente Social como colectora en la boleta del FPV.
En agosto de 2015 fue precandidata a intendenta.
En 2017 fue elegida diputada de la Provincia de Buenos Aires por Unidad Ciudadana, y elegida como presidenta del bloque político en la Cámara Baja provincial.
En las elecciones PASO 2019 disputó la interna por la intendencia de la ciudad de La Plata, y resultó ganadora con el 14 % de los votos por la lista Frente de Todos.
En 2023 se presentó como candidata a Senadora Provincial, obteniendo una banca. Pasará a integrar el Bloque de Unión por la Patria en el Senado Bonaerense, representando a la sección electoral Capital. El 7 de Diciembre juró como Senadora Provincial. No obstante, solicitó licencia de dicho cargo para continuar a cargo del Instituto Cultural de la Provincia de Buenos Aires. 